# Russell Todd
Russell Todd Goldberg (Nova Iorque, 14 de março de 1958) é um executivo, ex-modelo e ex-ator norte-americano de cinema e televisão.

## Primeiros anos e vida pessoal
Nascido em 1958, Russell Todd é filho de Jerry e Iola Goldberg, que foi cantora e atuou voluntariamente em várias organizações culturais e cívicas de Nova Iorque. Todd se formou na Troy High School em 1976 e frequentou a Universidade de Syracuse, onde estudou cinema, mas desistiu no primeiro ano. Posteriormente, ele estudou atuação com Lee Strasberg no Neighbourhood Playhouse. Em Syracuse conheceu sua esposa Kim, uma professora, com quem se casou em meados da década de 1980.

## Carreira

### Modelagem e atuação
Depois de deixar a faculdade, Todd foi contratado pela Zoli Agency e trabalhou como modelo regular da Calvin Klein antes de seguir carreira como ator. Na televisão, fez inicialmente comerciais para anunciantes como McDonalds, General Electric e Michelob Light e teve breves aparições não creditadas nas soap operas The Doctors, All My Children e Search for Tomorrow. Em 1980, ele estreou no cinema no filme de terror He Knows You're Alone, estrelado por Tom Hanks. No ano seguinte, retornou ao gênero em Friday the 13th Part 2, um de seus trabalhos mais conhecidos; ele desempenhou o papel de Scott, um monitor de acampamento que se torna vítima de Jason Voorhees. Em 1984, interpretou o protagonista na comédia Where the Boys Are e, em 1986, estrelou Chopping Mall, outra produção de terror.
Entre 1987 e 1988, Todd fez parte do elenco principal da telessérie de aventura High Mountain Rangers, uma produção de Robert Conrad. Em 1990, foi escalado para o papel regular do Dr. Jamie Frame na soap opera diurna Another World, da NBC; ele tornou-se o décimo ator a interpretar esse personagem, permaneceu no programa até 1993 e continuou aparecendo em papéis de destaque em soap operas da CBS. Em 1933 substituiu Don Diamont no papel regular de Brad Carlton em The Young and the Restless e, em 1995, viveu o personagem recorrente Jerry Birn em The Bold and the Beautiful, sua última participação nesse tipo de programa.

### Outros trabalhos
Todd decidiu seguir carreira nos bastidores de Hollywood e passou a dirigir uma agência para operadores de câmeras, operadores de Steadicam e pilotos de drone. Contudo, ele ainda atua esporadicamente na frente das câmeras em alguns comerciais e atrações televisivas; em 2004, contracenou com Sharon Stone em um anúncio da marca de uísque William Lawson's, de propriedade da Bacardi. Reunido com vários integrantes do elenco dos filmes da série Friday the 13th, Todd participou dos documentários His Name Was Jason: 30 Years of Friday the 13th (2009) e Crystal Lake Memories: The Complete History of Friday the 13th (2013).

## Filmografia

### Cinema
| Ano  | Título                                                         | Papel           | Notas                                      | Ref.   |
| ---- | -------------------------------------------------------------- | --------------- | ------------------------------------------ | ------ |
| 1980 | He Knows You're Alone                                          | Rapaz no carro  |                                            | [ 9 ]  |
| 1981 | Friday the 13th Part 2                                         | Scott           |                                            | [ 9 ]  |
| 1984 | Where the Boys Are                                             | Scott Nash      | Título alternativo: Where the Boys Are '84 | [ 9 ]  |
| 1984 | Friday the 13th: The Final Chapter                             | Scott           | Filmagens de arquivo                       | [ 16 ] |
| 1986 | Chopping Mall                                                  | Rick Stanton    |                                            | [ 9 ]  |
| 1989 | Face the Edge                                                  | Nick            |                                            | [ 1 ]  |
| 1990 | Sweet Murder                                                   | Del Davis       |                                            | [ 16 ] |
| 1990 | Border Shootout                                                | Clay Jordan     |                                            | [ 15 ] |
| 1996 | Club V.R.                                                      | Tam             |                                            | [ 15 ] |
| 2013 | Chasing Beauty                                                 | Ele mesmo       | Documentário                               | [ 17 ] |
| 2013 | Crystal Lake Memories: The Complete History of Friday the 13th | Ele mesmo/Scott | Documentário em vídeo                      | [ 15 ] |
| 2017 | The Fabulous Allan Carr                                        | Ele mesmo       | Documentário                               | [ 18 ] |
| 2017 | Double Exposure                                                | Ele mesmo       | Documentário                               | [ 19 ] |

### Televisão
| Ano     | Título                                          | Papel           | Notas                                         | Ref.   |
| ------- | ----------------------------------------------- | --------------- | --------------------------------------------- | ------ |
| 1979    | Fashion                                         | Ele mesmo       | Episódio: "Male Models"                       | [ 20 ] |
| 1985-86 | Riptide                                         | Tony Guirilini  | 2 episódios                                   | [ 21 ] |
| 1986    | Capitol                                         | Jordy Clegg     | Substituição temporária no elenco             | [ 22 ] |
| 1986    | Throb                                           | James           | Episódio: "Wedding Bell Blue"                 | [ 23 ] |
| 1987    | Jake and the Fatman                             | Sean Thompson   | Episódio: "Brother, Can You Spare a Dime?"    | [ 24 ] |
| 1987-88 | High Mountain Rangers                           | Jim Cutler      | Papel regular                                 | [ 11 ] |
| 1990-93 | Another World                                   | Dr. Jamie Frame | Papel regular                                 | [ 12 ] |
| 1993    | The Young and the Restless                      | Brad Carlton    | Substituição temporária no elenco             | [ 13 ] |
| 1995    | The Bold and the Beautiful                      | Jerry Birn      | Papel recorrente                              | [ 3 ]  |
| 2004    | Scottish Instinct                               |                 | Peça publicitária                             | [ 4 ]  |
| 2009    | His Name Was Jason: 30 Years of Friday the 13th | Ele mesmo       | Teledocumentário                              | [ 15 ] |
| 2015    | The Price is Right                              | Ele mesmo       | Game show                                     | [ 25 ] |
| 2021    | Dead Talk Live                                  | Ele mesmo       | Episódio: "Russell Todd is our Special Guest" | [ 26 ] |